# Flessentrekkerij
Flessentrekken of flessentrekkerij is een vorm van bedrog. 
In het Nederlands strafrecht wordt hier iets anders onder verstaan dan in het Belgisch strafrecht. 

## Nederlands strafrecht
Uit het Nederlandse Wetboek van Strafrecht:
- artikel 326a; Hij die een beroep of een gewoonte maakt van het kopen van goederen met het oogmerk om zonder volledige betaling zich of een ander de beschikking over die goederen te verzekeren, wordt gestraft met een gevangenisstraf van ten hoogste vier jaren of een geldboete van de vijfde categorie.[1]

In het Nederlandse strafrecht is het er een gewoonte of beroep van maken als essentieel delictsbestanddeel een voorwaarde voor de strafbaarheid van de gedraging; anders betreft het slechts een civielrechtelijke kwestie (wanprestatie). Wel is, in geval er geen sprake is van beroep of gewoonte, mogelijk sprake van oplichting door het aannemen van een valse hoedanigheid, te weten die van een normaal betalende klant.
Bovendien is het, in het Nederlands strafrecht, essentieel dat er sprake is van het verwerven van een goed. Het zich laten verlenen van een dienst - bijvoorbeeld logeren in een hotel zonder te betalen of zich laten vervoeren in een taxi zonder te betalen - valt in Nederland niet onder de delictsomschrijving van flessentrekkerij noch onder die van een ander strafbaar feit en is derhalve slechts een civielrechtelijke aangelegenheid.

## Belgisch strafrecht
In België spreekt men van flessentrekkerij of afzetterij wanneer men zich laat opdienen, logies doet geven of een huurrijtuig huurt maar men niet in de mogelijkheid is om te betalen. Ook het bedrieglijk onttrekken aan de onmiddellijke betaling van een tankbeurt valt hieronder.

Een persoon die zich laat opdienen en vervolgens niet betaalt, wordt ook wel een tafelschuimer genoemd.
| Wet(boek)    | Strafwetboek |
| Artikel      | 508bis en 508ter |
| Omschrijving | Met gevangenisstraf van 8 dagen tot 3 maanden en met geldboete van 200 tot 1500 euro of met een van die straffen alleen wordt gestraft hij die, wetende dat hij in de volstrekte onmogelijkheid verkeert om te betalen, zich in een daartoe bestemde inrichting dranken of spijzen laat opdienen, die hij daar geheel of gedeeltelijk verbruikt, zich logies doet geven in een reizigershotel of in een herberg, of een huurrijtuig huurt, zonder daarvoor de gebruikelijke kostprijs te voldoen. In geval van herhaling kunnen de straffen worden verdubbeld. Met gevangenisstraf van 8 dagen tot 3 maanden en met geldboete van 200 tot 1500 euro of met een van die straffen alleen wordt gestraft hij die, na een voertuig van brandstof of smeerolie te hebben laten voorzien, zich bedrieglijk aan de onmiddellijke betaling onttrekt. Bij herhaling kunnen de straffen worden verdubbeld. |

## Etymologie
De woorden flessentrekken en flessentrekkerij zijn afkomstig van de Vlaamse uitdrukking iemand een fles aftrekken, wat neerkomt op het zonder toestemming een fles voltappen uit iemand anders zijn bier- of wijnvat. 